# Randall Bewley

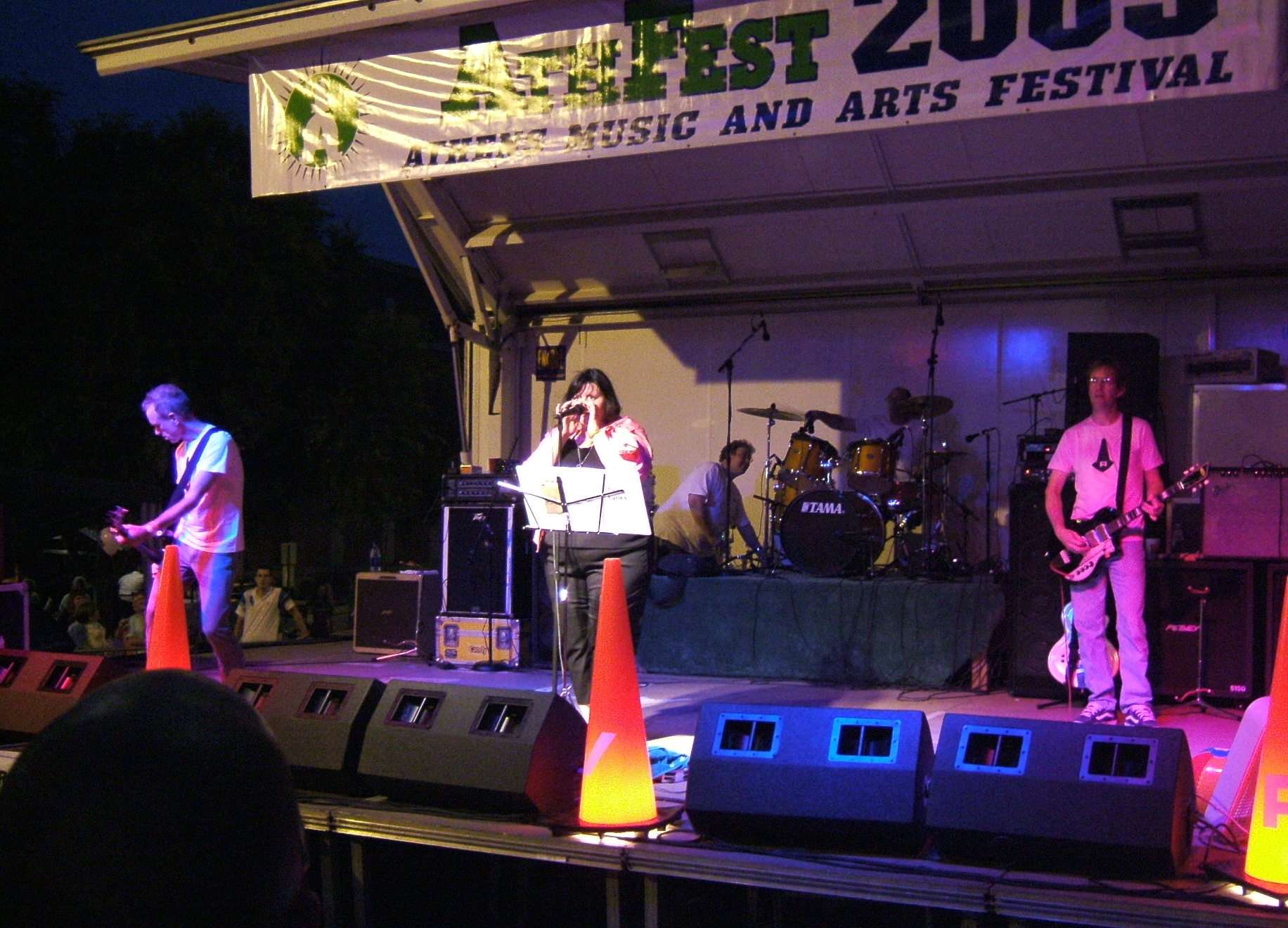
Pylon met Randall Bewley (rechts) op gitaar

Randall "Randy" Bewley (Sarasota, 25 juli 1955 - Athens, 25 februari 2009) was een Amerikaans rockgitarist. 
Bewley volgde kunst aan de universiteit van Georgia. Hij ontmoette er Michael Lachowski en zij werden kamergenoten. Samen met Vanessa Briscoe Hay en Curtis Crowe richtten zij in 1979 de rockband Pylon op. 
Randy werd ook internationaal een invloedrijk  gitarist en gebruikte zijn gitaar niet alleen om muzieknoten voort te  brengen, maar ook om interessante geluiden te maken. De groep Pylon nam 3 albums, 3 singles en een ep op. Pylon speelde in het voorprogramma van groepen als U2, R.E.M., The B-52's, The Talking Heads en Gang of Four. Pylon werd in 1991 ontbonden, maar de groep kwam nadien nog enkele keren terug samen voor gelegenheidsconcerten. Pylons eerste album Gyrate werd in oktober 2007 opnieuw uitgebracht.
Randy Bewley overleed aan een hartaanval.

## Discografie
- Cool/Dub  7" single (1979)
- Gyrate lp (1980)
- Pylon !! ep (1980)
- Crazy/M-Train  7" single,  (1981)
- Beep/Altitude  7" single ( 1982)
- Four Minutes/Beep/Altitude ep (1982)
- Chomp lp  (1983)
- Hits lp/cd (1988)
- Chain lp/cd (1990)
- Gyrate Plus cd (2007)
- Special 5  ep/cd-r (2008)